# Mount Sir Donald
Mount Sir Donald är ett berg i Kanada.   Det ligger i provinsen British Columbia, i den centrala delen av landet, 3 100 km väster om huvudstaden Ottawa. Toppen på Mount Sir Donald är 3 248 meter över havet, eller 845 meter över den omgivande terrängen. Bredden vid basen är 14,5 km.
Terrängen runt Mount Sir Donald är huvudsakligen bergig.Trakten runt Mount Sir Donald är nära nog obefolkad, med mindre än två invånare per kvadratkilometer.. 
I omgivningarna runt Mount Sir Donald växer i huvudsak barrskog.